# 2016-os amerikai elnökválasztás
Az érvényes jogszabályoknak megfelelően 2016. november 8-án, kedden az Amerikai Egyesült Államokban elnökválasztást tartottak. Az előírások szerint aznap az egyes államok és egyéb területek lakói megválasztották az elektori kollégium tagjait, akik 2016. december 19-én formálisan is megválasztották az elnököt és az alelnököt. Őket aztán 2017. január 20-án, pénteken iktatták be a hivatalukba. Az elnökválasztással egy időben választják meg a 115. kongresszus tagjait (a teljes képviselőházat és a szenátus egyharmadát.) A választást a Republikánus Párt jelöltje, Donald Trump nyerte, mindössze az ötödik elnök lett, akit úgy választottak meg, hogy nem kapta meg a szavazatok többségét.

## A választhatóság feltételei
Az alkotmány a választhatóság feltételéül a legalább harmincöt éves életkort írja elő, valamint azt, hogy a jelölt született amerikai állampolgár legyen, továbbá követelmény az is, hogy a jelölt 14 éve állandó lakhellyel rendelkezzen az Egyesült Államokban. Emellett a huszonkettedik alkotmánymódosítás értelmében nem lehet elnökké választani azt, akit már kétszer elnökké választottak, és mint bármely más szövetségi tisztviselő, az elnök sem lehet a törvényhozás tagja. Konkrétan a hivatalban lévő Barack Obama elnök nem indulhatott az újraválasztásért.
A 2016-os választási kampányban ismét vita tárgya volt az állampolgársági kritérium pontos jelentése. Az alkotmány konkrétan úgy fogalmaz, hogy az elnök „született állampolgára” kell legyen az Egyesült Államoknak („natural-born Citizen [...] of the United States”), de nem magyarázza meg a kifejezés konkrét jelentését. Egyesek ezt úgy értelmezik, hogy elnök csak az lehet, aki az Egyesült Államok területén született, mások szerint viszont a szabály azt jelenti, hogy olyan személy is lehet elnök, aki bár külföldön született, de születésétől fogva amerikai állampolgár. A 2016-os kampány során Ted Cruz kapcsán merült fel a kérdés, Cruz ugyanis a kanadai Calgaryban született, amerikai állampolgárságú anyától, így az alkotmányos szabály szigorúbb értelmezésének nem felel meg, de a kevésbé szigorú értelmezés szerint teljesíti az állampolgársági feltételt.

## Előválasztások

### Demokrata Párt
Lásd még: Az Egyesült Államok Demokrata Pártja
| Hillary Clinton                                      |
| ---------------------------------------------------- |
|                                                      |
| Az Egyesült Államok 67. külügyminisztere (2009-2013) |
| [ 5 ] [ 6 ] [ 7 ]                                    |

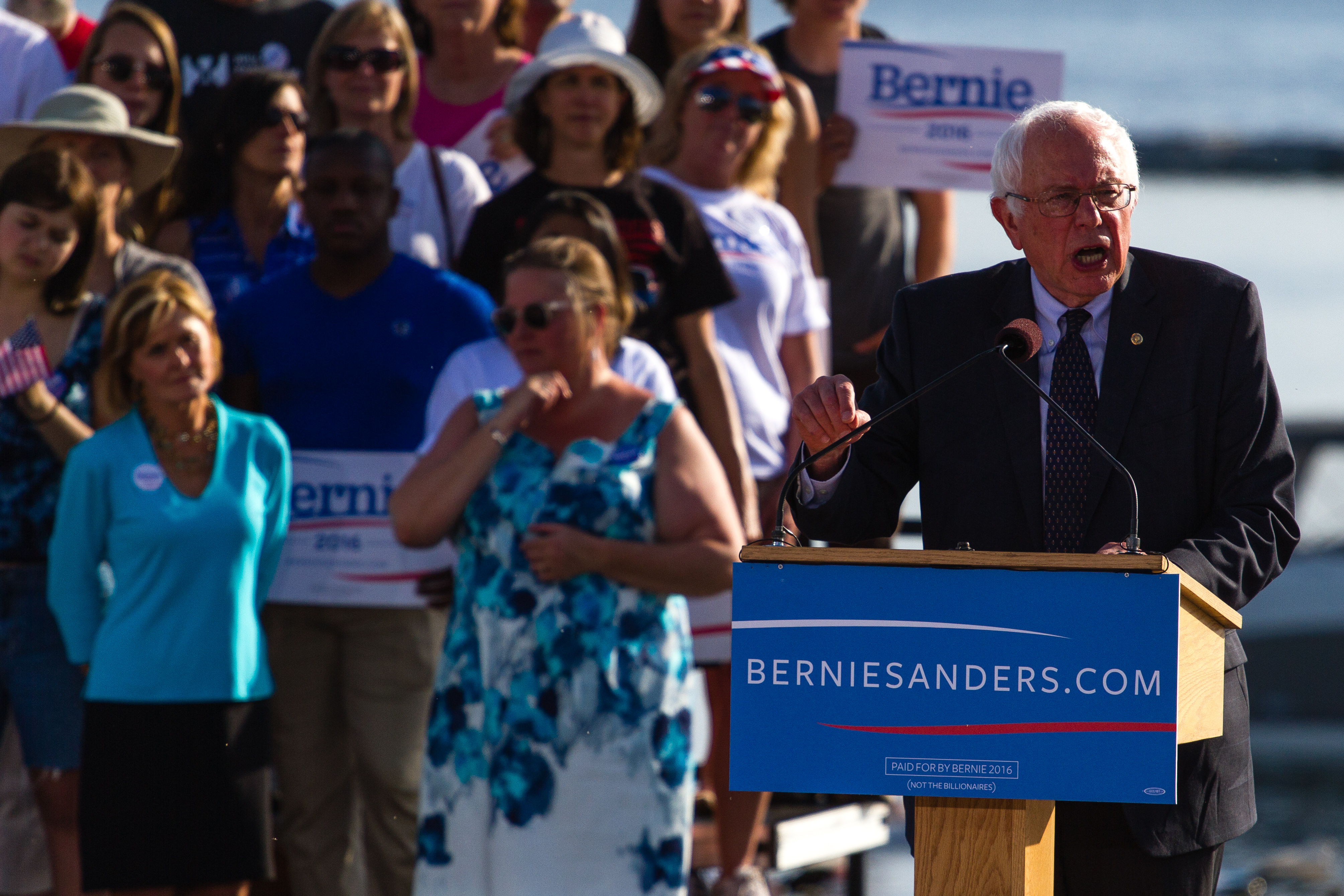
Bernie Sanders

Hillary Clinton, az egykori amerikai First Lady, New York állam volt szenátora, az Egyesült Államok korábbi külügyminisztere, valamint a 2008-as elnökválasztás során is esélyes induló volt az első demokrata, aki egy videó keretein belül bejelentette indulását a demokrata elnökjelölti tisztségért, 2015. április 12-én. A 2015-ös országos közvélemény-kutatások kimutatták, hogy Clinton a legesélyesebb induló a 2016-os elnökválasztáson, de komoly kihívással nézhet szembe a független vermonti szenátor, Bernie Sanders személyében. Sanders lett a második hivatalos jelölt, miután április 30-án bejelentette indulását a demokrata elnökjelölési tisztségre. 2015. augusztusára a mérések alapján a Clinton és Sanders közti különbség minimálisra csökkent. Maryland állam korábbi kormányzója, Martin O’Malley volt a harmadik, aki május 30-án bejelentette indulását. További három amerikai politikus jelentette még be, hogy megmérettetné magát a demokrata elnökjelölti tisztségért, köztük volt a korábbi független Rhode Island-i kormányzó, Lincoln Chafee, a volt virginiai szenátor, Jim Webb, és a Harvard Egyetem jogi professzora, Lawrence Lessig. Utóbbi három később mind visszamondta indulási szándékát. A korábbi Delaware állam szenátora, és a verseny alatt az amerikai alelnöki tisztséget is betöltő Joe Biden, október 21-én, a sokáig tartó spekulációk után jelentette be, hogy nem indul az elnökjelöltségért.

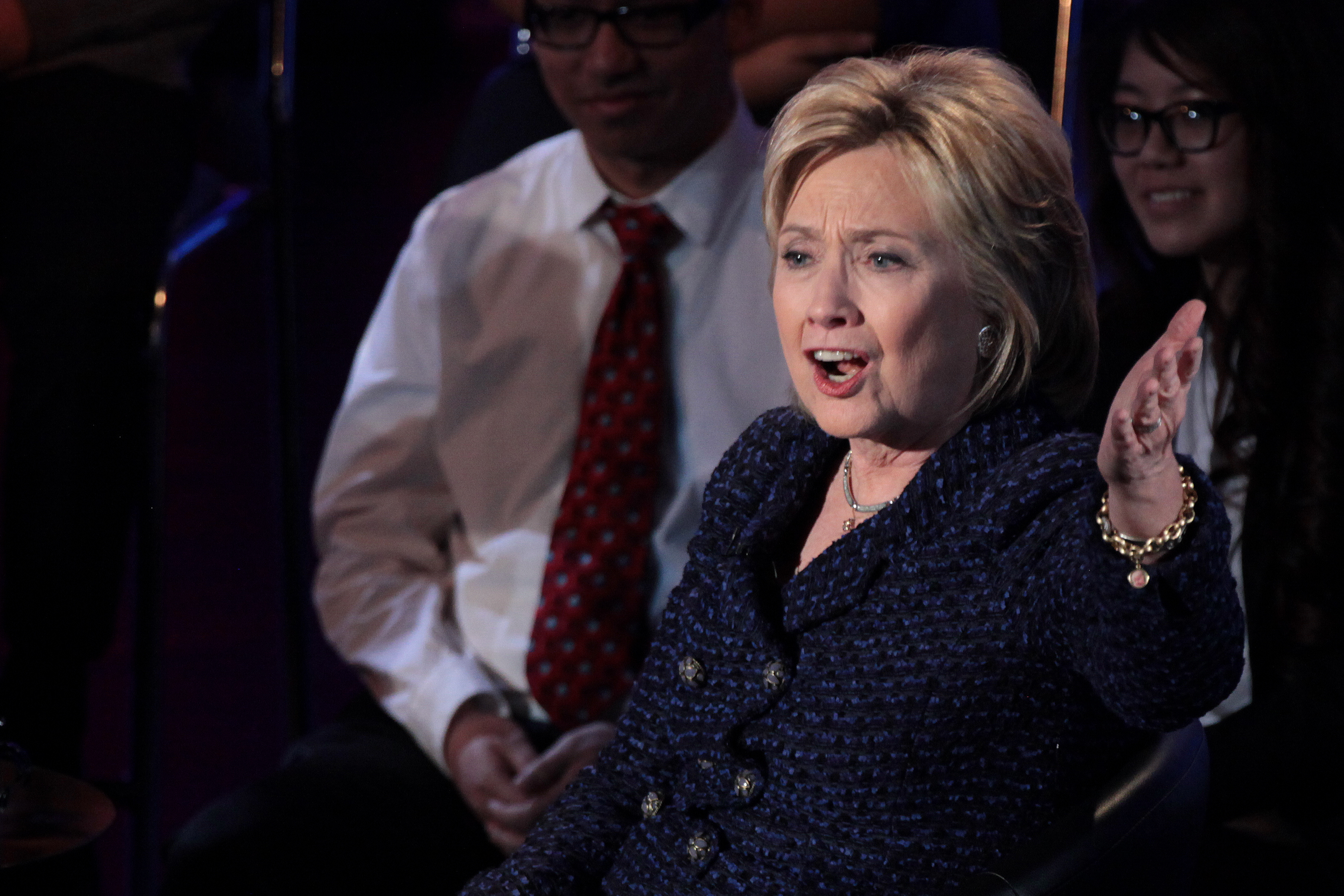
Hillary Clinton

Az elnökjelöltségért folyó verseny június 8-án Hilary Clinton elsöprő győzelmével zárult. A volt külügyminiszter mind a szavazók, mind pedig az el nem kötelezett szuperküldöttek körében jelentős különbséggel tudott nyerni (2780 delegált támogatását szerezte meg, míg Bernie Sanders csak 1876-ot).

#### Visszalépett demokrata jelöltek

Hillary Clinton (s), Bernie Sanders (z)

| Jim Webb Virginia állam szenátora (2007–2013) | Lincoln Chafee Rhode Island állam 74. kormányzója (2011–2015) | Lawrence Lessig a Harvard Law School professzora (1997–2000 és 2009–) | Martin O'Malley Maryland állam 61. kormányzója (2007–2015) | Bernie Sanders Vermont állam szenátora (2007–) |

#### Demokrata előválasztások
| Választás             | Állam                    | Jelöltek           | Jelöltek           |
| Választás             | Állam                    | Clinton            | Sanders            |
| --------------------- | ------------------------ | ------------------ | ------------------ |
| Február 1.            | Iowa                     | 701 (49,9%)        | 697 (49,6%)        |
| Február 9.            | New Hampshire            | 95 324 (38,2%)     | 152 181 (61,0%)    |
| Február 20.           | Nevada                   | 6316 (52,6%)       | 5678 (47,3%)       |
| Február 27.           | Dél-Karolina             | 272 379 (73,4%)    | 96 498 (26,0%)     |
| Március 1. Szuperkedd | Alabama                  | 309 071 (77,9%)    | 76 059 (19,2%)     |
| Március 1. Szuperkedd | Amerikai Szamoa          | 162 (68,4%)        | 61 (25,7%)         |
| Március 1. Szuperkedd | Arkansas                 | 146 057 (66,1%)    | 66 236 (30,0%)     |
| Március 1. Szuperkedd | Colorado                 | 49 789 (40,3%)     | 72 846 (59,0%)     |
| Március 1. Szuperkedd | Georgia                  | 543 008 (71,3%)    | 214 332 (28,2%)    |
| Március 1. Szuperkedd | Massachusetts            | 603 784 (50,1%)    | 586 716 (48,7%)    |
| Március 1. Szuperkedd | Minnesota                | 73 510 (38,4%)     | 118 135 (61,6%)    |
| Március 1. Szuperkedd | Oklahoma                 | 139 338 (41,5%)    | 174 054 (51,9%)    |
| Március 1. Szuperkedd | Tennessee                | 245 304 (66,1%)    | 120 333 (32,4%)    |
| Március 1. Szuperkedd | Texas                    | 935 080 (65,2%)    | 475 561 (33,2%)    |
| Március 1. Szuperkedd | Vermont                  | 18 335 (13,6%)     | 115 863 (86,1%)    |
| Március 1. Szuperkedd | Virginia                 | 503 358 (64,3%)    | 275 507 (35,2%)    |
| Március 5.            | Kansas                   | 12 593 (32,3%)     | 26 450 (67,7%)     |
| Március 5.            | Louisiana                | 221 615 (71,1%)    | 72 240 (23,2%)     |
| Március 5.            | Nebraska                 | 14 340 (42,9%)     | 19 120 (57,1%)     |
| Március 6.            | Maine                    | 1232 (35,5%)       | 2231 (64,3%)       |
| Március 1.–8.         | Külföldi demokraták      | 10 689 (30,9%)     | 23 779 (68,9%)     |
| Március 8.            | Michigan                 | 581 775 (48,3%)    | 598 943 (49,7%)    |
| Március 8.            | Mississippi              | 182 447 (82,6%)    | 36 348 (16,5%)     |
| Március 12.           | Északi-Mariana-szigetek  | 102 (54,0%)        | 65 (34,4%)         |
| Március 15.           | Florida                  | 1 101 414 (64,4%)  | 568 839 (33,3%)    |
| Március 15.           | Illinois                 | 1 039 555 (50,6%)  | 999 494 (48,6%)    |
| Március 15.           | Missouri                 | 312 285 (49,6%)    | 310 711 (49,4%)    |
| Március 15.           | Észak-Karolina           | 622 919 (54,5%)    | 467 143 (40,9%)    |
| Március 15.           | Ohio                     | 696 681 (56,1%)    | 535 395 (43,1%)    |
| Március 22.           | Arizona                  | 262 459 (56,3%)    | 192 962 (41,4%)    |
| Március 22.           | Idaho                    | 5065 (21,2%)       | 18 640 (78,0%)     |
| Március 22.           | Utah                     | 15 666 (20,3%)     | 61 333 (79,3%)     |
| Március 26.           | Alaszka                  | 2146 (20,2%)       | 8447 (79,6%)       |
| Március 26.           | Hawaii                   | 10 125 (30,0%)     | 23 530 (69,8%)     |
| Március 26.           | Washington               | 7140 (27,1%)       | 19 159 (72,7%)     |
| Április 5.            | Wisconsin                | 432 767 (43,1%)    | 567 936 (56,6%)    |
| Április 9.            | Wyoming                  | 124 (44,3%)        | 156 (55,7%)        |
| Április 19.           | New York                 | 1 133 980 (57,5%)  | 820 056 (41,6%)    |
| Április 26.           | Connecticut              | 170 080 (51,8%)    | 152 415 (46,4%)    |
| Április 26.           | Delaware                 | 55 950 (59,8%)     | 36 659 (39,2%)     |
| Április 26.           | Maryland                 | 533 661 (63,0%)    | 281 705 (33,3%)    |
| Április 26.           | Pennsylvania             | 918 694 (55,6%)    | 719 960 (43,6%)    |
| Április 26.           | Rhode Island             | 52 749 (43,3%)     | 66 993 (54,7%)     |
| Május 3.              | Indiana                  | 303 387 (47,5%)    | 335 261 (52,5%)    |
| Május 7.              | Guam                     | 777 (59,5%)        | 528 (40,5%)        |
| Május 10.             | Nebraska                 | 41 819 (53,3%)     | 36 691 (46,7%)     |
| Május 10.             | Nyugat-Virginia          | 86 359 (35,8%)     | 123 865 (51,4%)    |
| Május 17.             | Kentucky                 | 212 549 (46,8%)    | 210 626 (46,3%)    |
| Május 17.             | Oregon                   | 219 139 (45,7%)    | 260 179 (54,3%)    |
| Június 4.             | Amerikai Virgin-szigetek | 1308 (84,2%)       | 186 (12,2%)        |
| Június 5.             | Puerto Rico              | 36 026 (59,38%)    | 22 768 (37,53%)    |
| Június 7.             | Kalifornia               | 2 423 562 (54,9%)  | 1 952 805 (44,2%)  |
| Június 7.             | Montana                  | 55 134 (44,6%)     | 63 078 (51,0%)     |
| Június 7.             | New Jersey               | 516 491 (63,30%)   | 299 511 (36,70%)   |
| Június 7.             | Új-Mexico                | 110 506 (51,5%)    | 104 006 (48,5%)    |
| Június 7.             | Észak-Dakota             | 106 (26,04%)       | 258 (63,39%)       |
| Június 7.             | Dél-Dakota               | 27 047 (51,03%)    | 25 959 (48,97%)    |
| Június 14.            | Washington D.C.          | 75 223 (77,8%)     | 20 137 (20,8%)     |
| Összesített           | Összesített              | 13 297 176 (55,4%) | 10 247 986 (42,7%) |

### Republikánus Párt
Lásd még: Az Egyesült Államok Republikánus Pártja
| Donald Trump A The Trump Organization elnöke (1971–) |
| ---------------------------------------------------- |

Trump (k), Cruz (s), Rubio (p), Kasich (z)

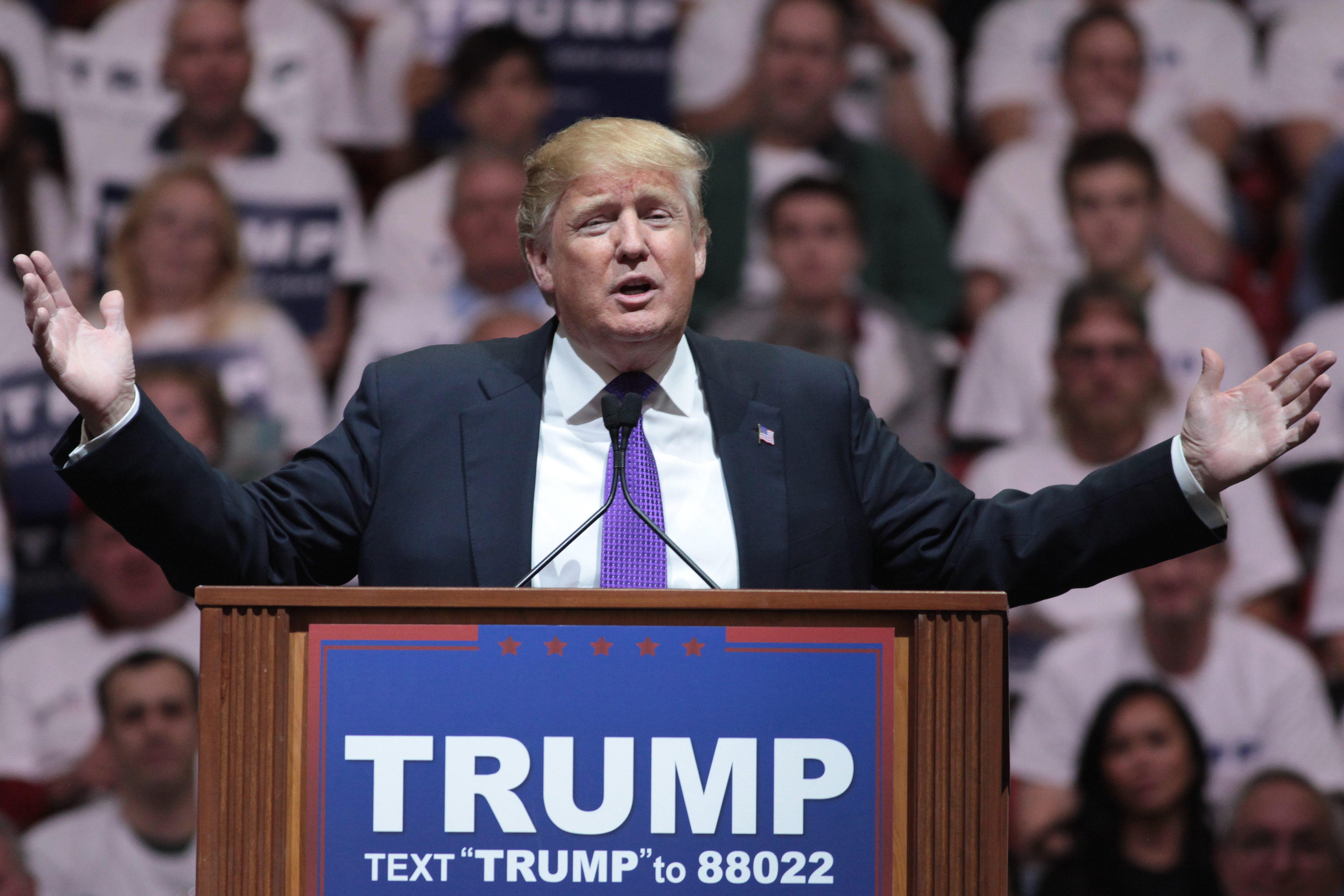
Donald Trump

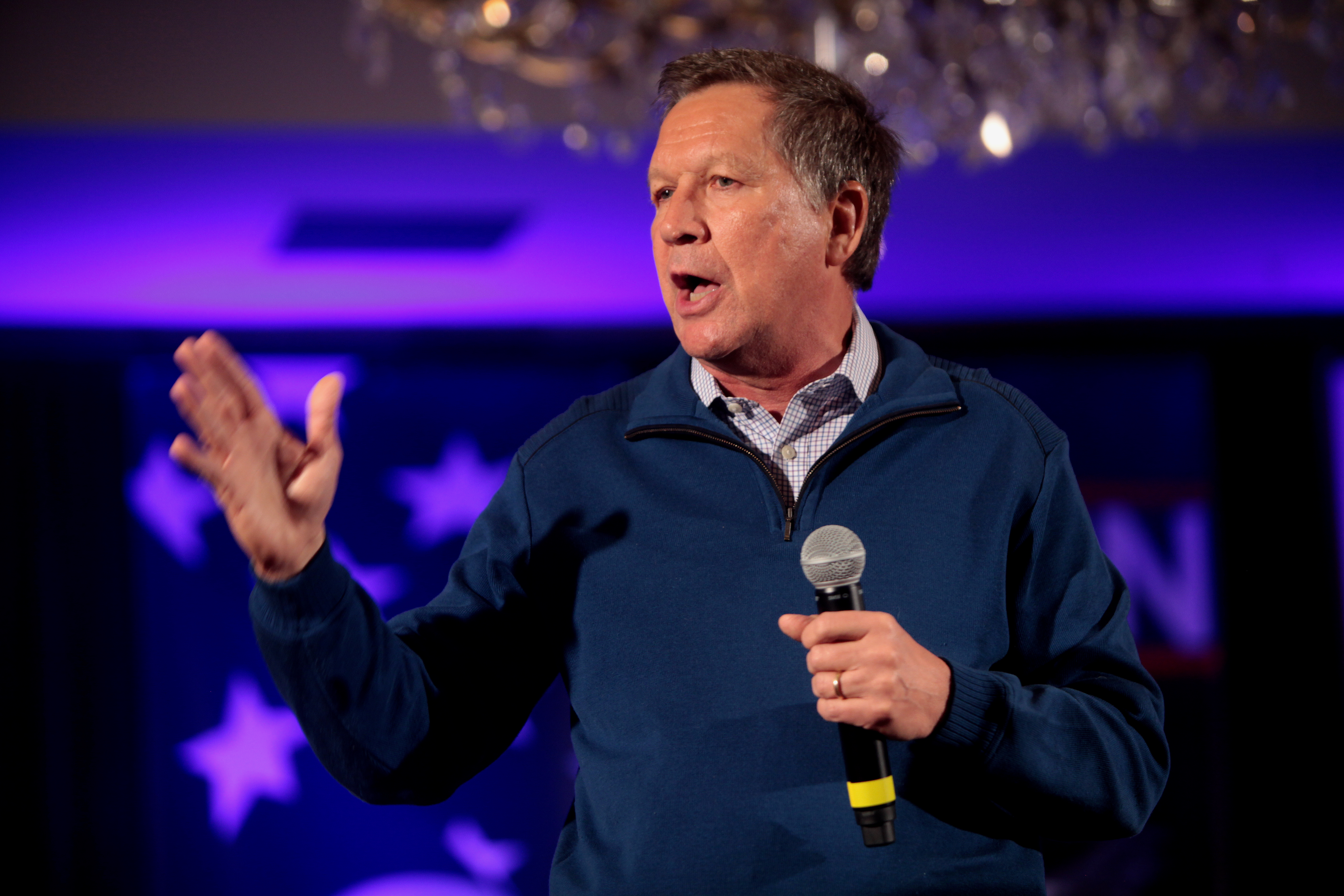
John Kasich

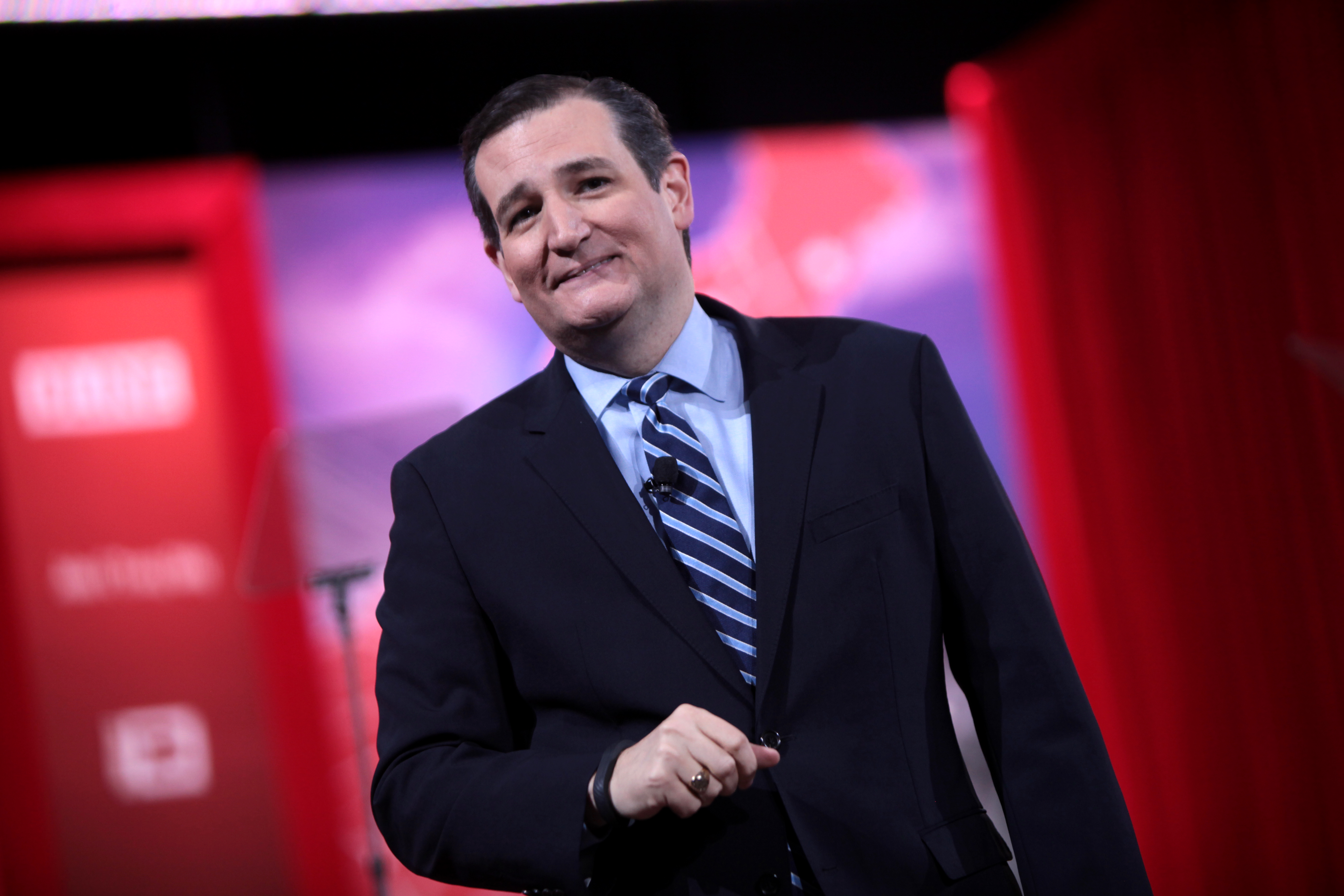
Ted Cruz

A Texas állam szenátori tisztségét betöltő Ted Cruz volt az első republikánus politikus, aki kifejtette indulási szándékát az elnökjelöltségi posztra, 2015. március 23-án. Az ő bejelentését követte április 7-én Kentucky állam szenátora, Rand Paul.Marco Rubio, floridai szenátor volt a következő jelölt, aki hivatalosan április 13-án jelentette be indulási szándékát. Az idegsebész Ben Carson, és az üzletasszony Carly Fiorina ugyanazon napon, május 4-én jelezték, hogy megmérettetnék magukat. Rájuk egy napra, Mike Huckabee, a 2008-as választások egy esélyese is bejelentette, valamint Rick Santorum, a 2012-es választások egy esélyese is, május 27-én jelezte, hogy indul a tisztségért. A korábban három cikluson keresztül New York állam kormányzói tisztségét betöltő, magyar származású George Pataki is bejelentette, hogy indul a 2016-os elnöki posztért republikánus színekben. További hat jelölt jelezte még, hogy kampányolni fog a republikánus elnökjelölti tisztségért, sorrendben, az Dél-Karolinai szenátor, Lindsey Graham, a volt texasi kormányzó, Rick Perry, a korábbi floridai kormányzó, Jeb Bush, az üzletember, Donald Trump, New Jersey kormányzója, Chris Christie, és Ohio állam kormányzója, John Kasich.

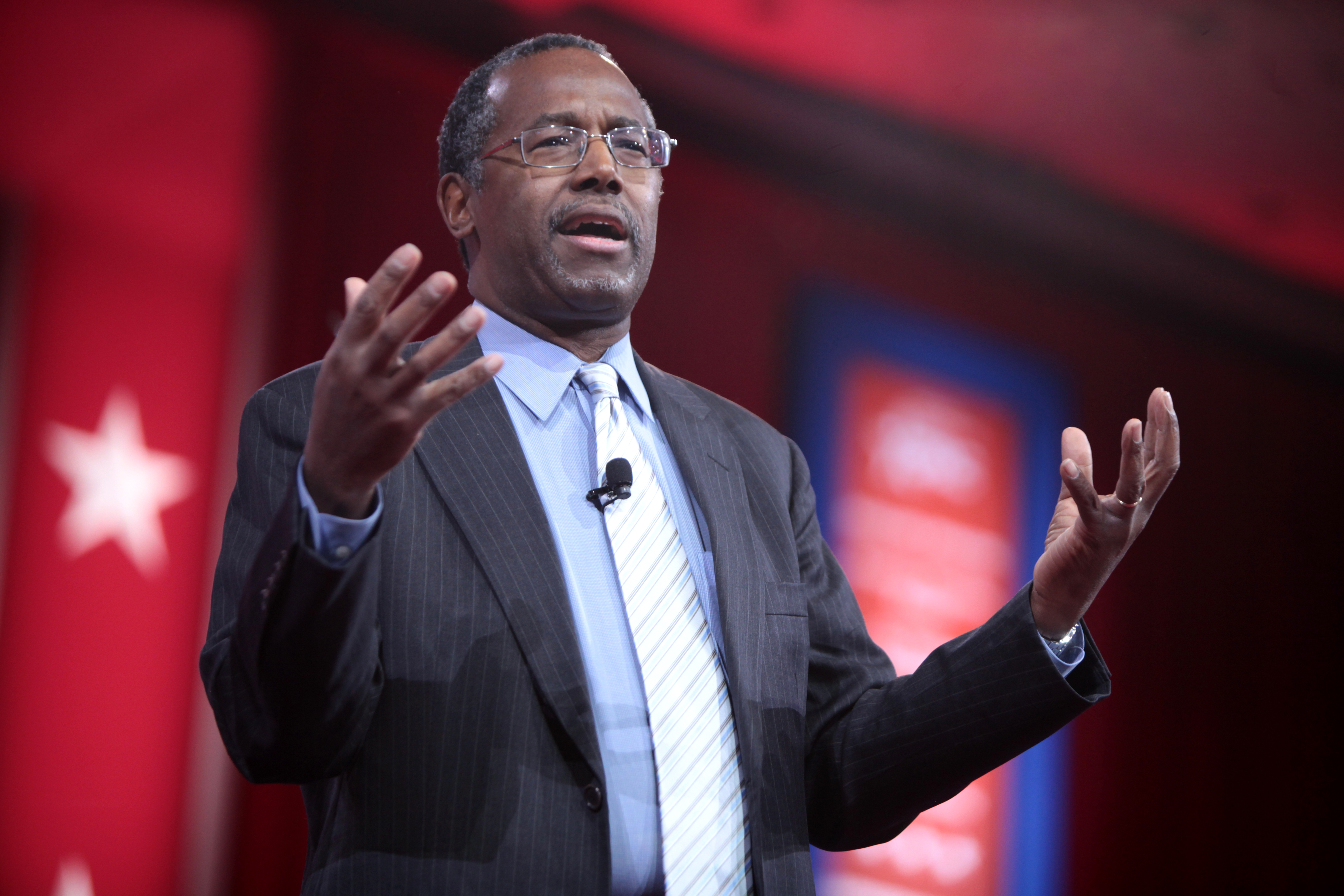
Ben Carson

#### Visszalépett republikánus jelöltek
| Rick Perry Texas állam 47. kormányzója (2010–2015)     | Scott Walker Wisconsin állam 45. kormányzója (2011–)    | Bobby Jindal Louisiana állam 55. kormányzója (2008–2016)    | George Pataki New York állam 53. kormányzója (1995–2006) | Lindsey Graham Dél-Karolina állam szenátora (2003–)                                      | Mike Huckabee Arkansas állam 44. kormányzója (1996–1997) | Rand Paul Kentucky állam szenátora (2011–) | Rick Santorum Pennsylvania állam szenátora (1995–2007) |
| Jim Gilmore Virginia állam 68. kormányzója (1998–2002) | Chris Christie New Jersey állam 55. kormányzója (2010–) | Carly Fiorina a Hewlett-Packard vezérigazgatója (1999–2005) | Jeb Bush Florida állam 43. kormányzója (1999–2007)       | Ben Carson Johns Hopkins kórház gyermek-idegsebészeti osztályának igazgatója (1984–2013) | Marco Rubio Florida állam szenátora (2011–)              | Ted Cruz Texas állam szenátora (2013–)     | John Kasich Ohio állam 69. kormányzója (2011–)         |

#### Republikánus előválasztások
| Választás             | Állam                  | Jelöltek | Jelöltek | Jelöltek | Jelöltek | Jelöltek | Jelöltek | Jelöltek | Jelöltek | Jelöltek | Jelöltek | Jelöltek | Jelöltek |
| Választás             | Állam                  | Trump    | Kasich   | Cruz     | Rubio    | Carson   | Bush     | Gilmore  | Christie | Fiorina  | Paul     | Huckabee | Santorum |
| --------------------- | ---------------------- | -------- | -------- | -------- | -------- | -------- | -------- | -------- | -------- | -------- | -------- | -------- | -------- |
| Február 1.            | Iowa                   | 24%      | 2%       | 28%      | 23%      | 9%       | 3%       | 0%       | 2%       | 2%       | 5%       | 2%       | 1%       |
| Február 9.            | New Hampshire          | 35%      | 16%      | 12%      | 11%      | 2%       | 11%      | 0%       | 7%       | 4%       | -        | -        | -        |
| Február 20.           | Dél-Karolina           | 33%      | 8%       | 22%      | 23%      | 7%       | 8%       | -        | -        | -        | -        | -        | -        |
| Február 23.           | Nevada                 | 46%      | 4%       | 21%      | 24%      | 5%       | -        | -        | -        | -        | -        | -        | -        |
| Március 1. Szuperkedd | Alabama                | 43%      | 4%       | 21%      | 19%      | 10%      | -        | -        | -        | -        | -        | -        | -        |
| Március 1. Szuperkedd | Alaszka                | 34%      | 4%       | 36%      | 15%      | 11%      | -        | -        | -        | -        | -        | -        | -        |
| Március 1. Szuperkedd | Arkansas               | 33%      | 4%       | 30%      | 25%      | 6%       | -        | -        | -        | -        | -        | -        | -        |
| Március 1. Szuperkedd | Colorado               | -        | -        | -        | -        | -        | -        | -        | -        | -        | -        | -        | -        |
| Március 1. Szuperkedd | Georgia                | 39%      | 6%       | 24%      | 25%      | 6%       | -        | -        | -        | -        | -        | -        | -        |
| Március 1. Szuperkedd | Massachusetts          | 49%      | 18%      | 10%      | 18%      | 3%       | -        | -        | -        | -        | -        | -        | -        |
| Március 1. Szuperkedd | Minnesota              | 21%      | 6%       | 29%      | 37%      | 7%       | -        | -        | -        | -        | -        | -        | -        |
| Március 1. Szuperkedd | Észak-Dakota           | -        | -        | -        | -        | -        | -        | -        | -        | -        | -        | -        | -        |
| Március 1. Szuperkedd | Oklahoma               | 28%      | 4%       | 34%      | 26%      | 6%       | -        | -        | -        | -        | -        | -        | -        |
| Március 1. Szuperkedd | Tennessee              | 39%      | 5%       | 25%      | 21%      | 8%       | -        | -        | -        | -        | -        | -        | -        |
| Március 1. Szuperkedd | Texas                  | 27%      | 4%       | 44%      | 18%      | 4%       | -        | -        | -        | -        | -        | -        | -        |
| Március 1. Szuperkedd | Vermont                | 33%      | 30%      | 10%      | 19%      | 4%       | -        | -        | -        | -        | -        | -        | -        |
| Március 1. Szuperkedd | Virginia               | 35%      | 9%       | 17%      | 32%      | 6%       | -        | -        | -        | -        | -        | -        | -        |
| Március 1. Szuperkedd | Wyoming                | -        | -        | -        | -        | -        | -        | -        | -        | -        | -        | -        | -        |
| Március 5.            | Kansas                 | 23%      | 11%      | 48%      | 17%      | -        | -        | -        | -        | -        | -        | -        | -        |
| Március 5.            | Kentucy                | 36%      | 14%      | 32%      | 16%      | -        | -        | -        | -        | -        | -        | -        | -        |
| Március 5.            | Louisiana              | 41%      | 6%       | 38%      | 11%      | -        | -        | -        | -        | -        | -        | -        | -        |
| Március 5.            | Maine                  | 33%      | 12%      | 46%      | 8%       | -        | -        | -        | -        | -        | -        | -        | -        |
| Március 6.            | Puerto Rico            | 13%      | 1%       | 9%       | 71%      | -        | -        | -        | -        | -        | -        | -        | -        |
| Március 8.            | Hawaii                 | 42%      | 11%      | 33%      | 13%      | -        | -        | -        | -        | -        | -        | -        | -        |
| Március 8.            | Idaho                  | 28%      | 7%       | 45%      | 16%      | -        | -        | -        | -        | -        | -        | -        | -        |
| Március 8.            | Michigan               | 37%      | 24%      | 25%      | 9%       | -        | -        | -        | -        | -        | -        | -        | -        |
| Március 8.            | Mississippi            | 47%      | 9%       | 36%      | 5%       | -        | -        | -        | -        | -        | -        | -        | -        |
| Március 12.           | Washington D.C.        | 13,77%   | 35,54%   | 12,36%   | 37,3%    | -        | -        | -        | -        | -        | -        | -        | -        |
| Március 15.           | Florida                | 46%      | 7%       | 17%      | 27%      | -        | -        | -        | -        | -        | -        | -        | -        |
| Március 15.           | Illinois               | 39%      | 20%      | 30%      | 8%       | -        | -        | -        | -        | -        | -        | -        | -        |
| Március 15.           | Missouri               | 41%      | 10%      | 40,7%    | 6%       | -        | -        | -        | -        | -        | -        | -        | -        |
| Március 15.           | Észak-Karolina         | 40%      | 12%      | 36%      | 8%       | -        | -        | -        | -        | -        | -        | -        | -        |
| Március 15.           | Észak-Mariana-szigetek | 73%      | 2%       | 24%      | 1%       | -        | -        | -        | -        | -        | -        | -        | -        |
| Március 15.           | Ohio                   | 36%      | 47%      | 13%      | 3%       | -        | -        | -        | -        | -        | -        | -        | -        |
| Március 23.           | Arizona                | 47%      | 10%      | 25%      | -        | -        | -        | -        | -        | -        | -        | -        | -        |
| Március 23.           | Utah                   | 14%      | 17%      | 69%      | -        | -        | -        | -        | -        | -        | -        | -        | -        |
| Április 5.            | Wisconsin              | 35%      | 14%      | 48%      | -        | -        | -        | -        | -        | -        | -        | -        | -        |
| Április 19.           | New York               | 60%      | 25%      | 15%      | -        | -        | -        | -        | -        | -        | -        | -        | -        |
| Április 26.           | Connecticut            | 58%      | 29%      | 12%      | -        | -        | -        | -        | -        | -        | -        | -        | -        |
| Április 26.           | Delaware               | 61%      | 20%      | 16%      | -        | -        | -        | -        | -        | -        | -        | -        | -        |
| Április 26.           | Maryland               | 54%      | 23%      | 19%      | -        | -        | -        | -        | -        | -        | -        | -        | -        |
| Április 26.           | Pennsylvania           | 57%      | 19%      | 22%      | -        | -        | -        | -        | -        | -        | -        | -        | -        |
| Április 26.           | Rhode Island           | 64%      | 24%      | 10%      | -        | -        | -        | -        | -        | -        | -        | -        | -        |
| Május 3.              | Indiana                | 53,25%   | 7,60%    | 36,64%   | -        | -        | -        | -        | -        | -        | -        | -        | -        |
| Május 10.             | Nebraska               | 61,42%   | -        | -        | -        | -        | -        | -        | -        | -        | -        | -        | -        |
| Május 10.             | Nyugat-Virginia        | 76,94%   | -        | -        | -        | -        | -        | -        | -        | -        | -        | -        | -        |
| Május 17.             | Oregon                 | 67%      | -        | -        | -        | -        | -        | -        | -        | -        | -        | -        | -        |
| Június 7.             | Kalifornia             | 75,28%   | -        | -        | -        | -        | -        | -        | -        | -        | -        | -        | -        |
| Június 7.             | Montana                | 73,68%   | -        | -        | -        | -        | -        | -        | -        | -        | -        | -        | -        |
| Június 7.             | New Jersey             | 80,39%   | -        | -        | -        | -        | -        | -        | -        | -        | -        | -        | -        |
| Június 7.             | Új-Mexikó              | 70,69%   | -        | -        | -        | -        | -        | -        | -        | -        | -        | -        | -        |
| Június 7.             | Dél-Dakota             | 67,06%   | -        | -        | -        | -        | -        | -        | -        | -        | -        | -        | -        |

- Forrás: USA Today and The Green Papers

### Egyéb pártok
Jelen listában azon pártok kerültek felsorolásra, amelyek a 2012-es választáson országosan mérhető eredményt (0,04%-nál többet) értek el, illetve 2016-ban esélyes, hogy akár elektori szavazatokat is szerezhetnek. Rajtuk kívül még több mint 50 fő indul az elnökségért. Megfelelő számú ajánlás esetén lehetett felkerülni az állami szavazólapra, az ezt el nem elért, de szintén egy bizonyos (államonként eltérő számú) ajánlás esetén a szavazólapra a szavazó ráírhatja a jelölt nevét, s rá szavazhat. Ahol ezt a szintű ajánlást sem sikerült elérni, ott az adott jelöltre nem lehet szavazni.  
| Párt                    | Libertariánus Párt                                       | Zöld Párt                                                                             | Független |
| Elnökjelölt             | Gary Johnson Új-Mexikó állam 29. kormányzója (1995–2003) | Jill Stein orvos, Lexington Massachusetts                                             | Evan McMullin korábbi kongresszusi képviselő Provo Utah |
| Alelnökjelölt           | William Weld Massachusetts 68. kormányzója (1991–1997)   | Ajamu Baraka aktivista, Washington D.C.                                               | Mindy Finn aktivista, Houston, Texas |
| Szavazhatnak rá:        | az összes államban                                       | felírhatják: Georgia, Indiana, Észak-Karolina nem szavazhatnak rá: Nevada, Dél-Dakota | felírhatják: Alabama, Alaszka, Arizona, Kalifornia, Connecticut, Delaware, Georgia, Illinois, Kansas, Maine, Maryland, Massachusetts, Michigan, Missouri, Montana, Nebraska, New Hampshire, New Jersey, New York, North Dakota, Ohio, Oregon, Pennsylvania, Rhode Island, Tennessee, Texas, Vermont, Washington, Nyugat-Virginia, Wisconsin nem szavazhatnak rá: Florida, Hawaii, Indiana, Mississippi, Nevada, Észak-Karolina, Oklahoma, Dél-Dakota, Wyoming, Washington DC |
| Térkép                  | az összes államban                                       |                                                                                       | |
| Elméleti elektori szám: | 538                                                      | 522                                                                                   | 451 |

## Konvenciók

### Demokrata konvenció

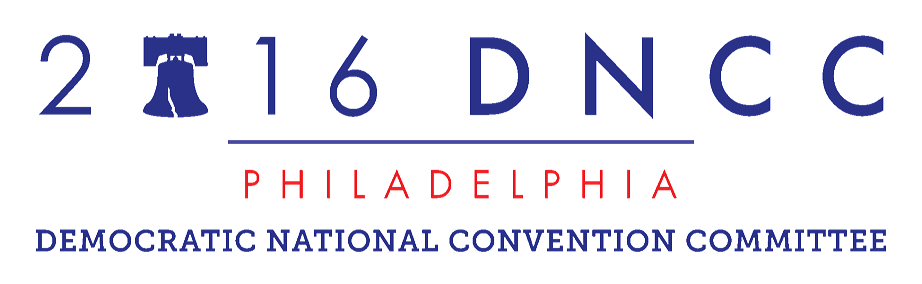
A DNCC logója

A demokrata jelöltállító ülést 2016. július 25. és július 28. között rendezték meg Philadelphiában, a Philadelphia 76ers csapat stadionjában. A demokratáknál ugyan hivatalosan nem lépett vissza Bernie Sanders, de egyértelműen jelezte, hogy támogatja Hillary Clinton elnökjelöltségét. Bill Clinton exelnök mellett beszédet mondtak Barack Obama, Joe Biden alelnök, Michelle Obama first lady, valamint a demokraták képviselőházi és szenátusi vezetői is. Az eseményt jelentősen befolyásolta, hogy a WikiLeaks nyilvánosságra hozta a pártvezetésnek megfelelő Demokrata Nemzeti Bizottság (DNC) belső levelezésének egy részét, amikből az derült ki, hogy Clintonnak lejtett a pálya a pártvezetésen belül a Sanders elleni küzdelem alatt.
Az ülés második napján zajlott le a formális elnökjelölt-választás, amelyen a nem hivatalos végeredmény 2842–1865 lett Clinton javára, 6-an nem szavaztak. Sanders támogatóinak egy része (már a konvenció alatt, de utána az utcán) spontán tüntetésbe kezdett, mivel nem értettek egyet a választás eredményével. Egyúttal megválasztották Tim Kainet alelnökjelöltnek.
A konvenció harmadik napján a leköszönő alelnök, valamint elnök szólalt fel. Joe Biden alelnök  arról beszélt, hogy soha nem volt még nemzetbiztonsági kérdésekben annyira felkészületlen elnökjelölt, mint most Trump, a republikánus elnökjelölt. Barack Obama beszédében a korábbi leköszönő elnökökhöz képest aktívabban támadta a másik párt rivális jelöltjét, miközben teljes mellszélességgel kiállt az elnöki öröksége biztosítékának tartott Hillary Clinton mögött.
A jelölés elfogadására csütörtökön került sor. Hillary Clinton beszéde 56 percig tartott, beszédében szó volt munkahelyteremtésről, a klímaváltozás elleni küzdelem fontosságáról, a minimálbér megemeléséről, a fegyvertartásról, és az „igazságtalan kereskedelmi egyezmények elutasításáról", a hazai termelők támogatásáról, valamint – különösen a nemzetbiztonság tekintetében – ostorozta Trumpot.

### Republikánus konvenció
A republikánus jelöltállító ülést 2016. július 18 és 21. között rendezték meg Clevelandben. Az ülés első napján egy kisebbség a jelöltállítás szabályainak megváltoztatását szerette volna elérni, mivel nem akartak Donald Trumpra szavazni. Ezt a javaslatot a gyűlés elvetette. A nap legfontosabb beszédét Trump felesége, Melania Trump mondta, és e beszéd körül több kérdés is felmerült, mivel egyes vélemények szerint ennek a beszédnek jelentős része erősen hasonlított Barack Obama jelenlegi elnök feleségének, Michelle Obamának nyolc éve, az akkori demokrata gyűlésen elmondott beszédére. A plágiumbotrányt Melania Trump egyik szövegírója, Meredith McIver vállalta két nappal később magára, aki állítása szerint felajánlotta a lemondását, de Trumpék nem fogadták el.
Kedden zajlott le a konkrét elnökjelölésről szóló szavazás, amely eredménye szerint a 2472 leadott szavazatból 
- Donald Trump – 1725
- Ted Cruz – 484
- John Kasich – 125
- Marco Rubio – 123
- Ben Carson – 7
- Jeb Bush – 3
- Rand Paul – 2

szavazatot kapott meg, miközben hárman tartózkodtak. A győzelemhez legalább 1237 támogató kellett. Ezzel egy időben Mike Pence indianai kormányzót alelnökjelöltnek választották meg.
Az elnökjelölésen kívül több beszéd is elhangzott, melyek elsődlegesen a Demokrata Párt jelöltje, Hillary Clinton ellen szóltak. Chris Christie New Jersey kormányzója egyenesen börtönbüntetést követelt a volt külügyminiszterre, az e-mailszervere körüli botrányok miatt. A szerdai napon a legnagyobb hangsúlyt a korábbi jelölt, Ted Cruz beszéde jelentette, aki nem volt hajlandó kijelenteni, hogy támogatja Trumpot.
A jelölés elfogadására csütörtökön került sor. Trump amellett, hogy elfogadta a jelölést, rekordhosszúságú, 1 óra 16 perces beszédében a jelenlegi helyzetet rendkívül sötétnek nevezte, és kijelentette, hogy miután megválasztják, a beiktatása napján rend lesz és nyugalom, fal épül a mexikói határra, és az illegális bevándorlókat kiutasítják.

## Kampány

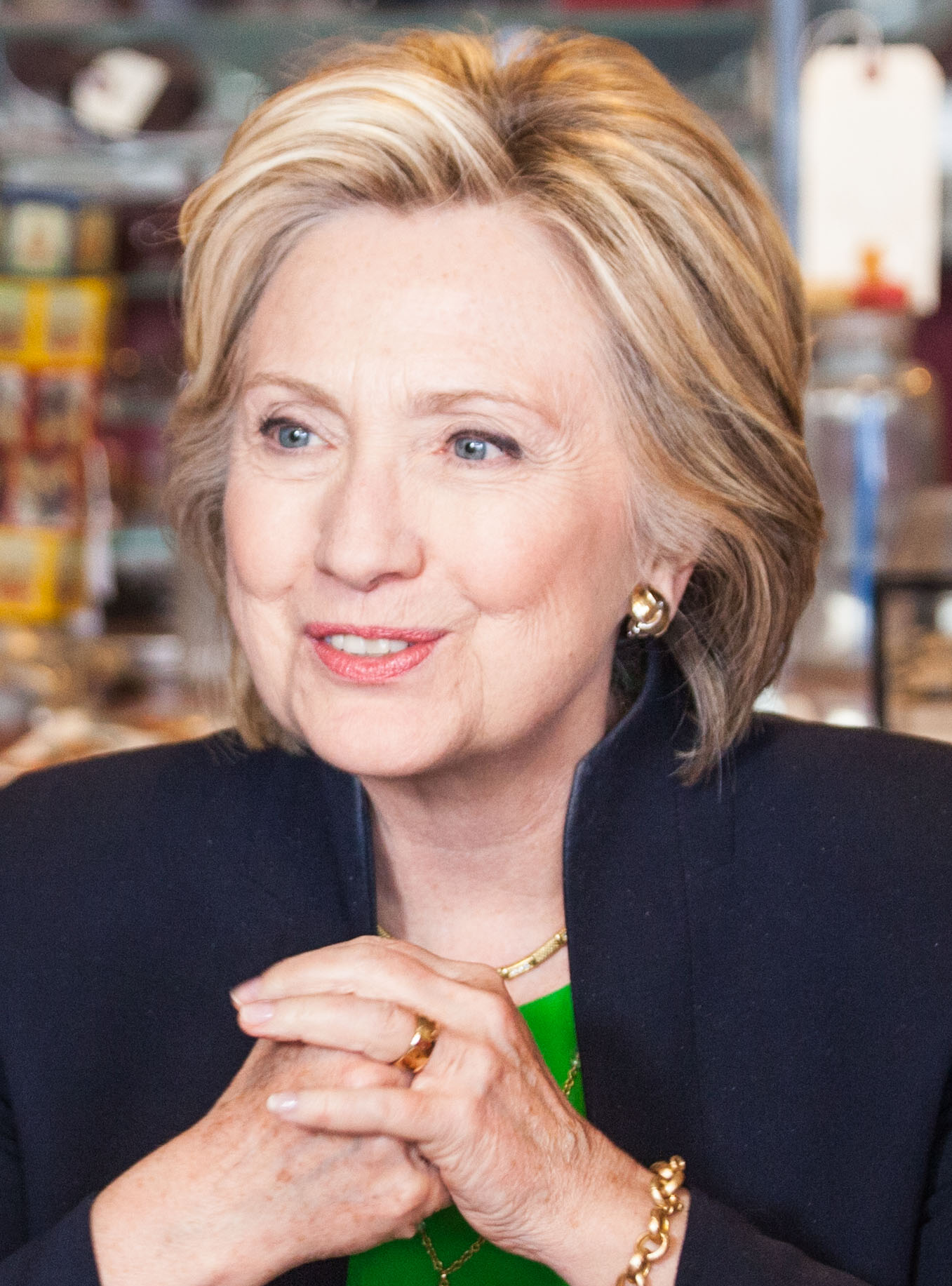
Hillary Clinton

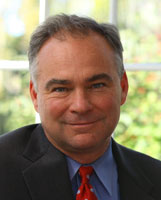
Tim Kaine

### Demokrata Párt – Hillary Clinton

#### Alelnök
Clinton 2016. július 23-án twitteren jelentette be, hogy Virginia állam korábbi kormányzóját, jelenlegi szenátorát Tim Kaine-t választotta maga mellé alelnökjelöltnek. A bejelentést azután tette, hogy arról tájékoztatta Barack Obama jelenlegi demokrata elnököt. „Azt imádom benne, hogy sosem vesztett el egy választást sem. Világszintű polgármester volt, kormányzó és szenátor, utóbbiként az egyik legtiszteletebbre méltóbb, akit valaha ismertem” nyilatkozta jelöltjéről Clinton.

#### E-mail-botrány
2015 márciusában robbant a hír, hogy Hillary Clinton külügyminiszterként nem a kormányhivatalos e-mail címét, hanem egy magáncímről intézte levelezését, külföldi és hazai partnereivel egyaránt. Ennek következtében Clinton teljes levelezését homály fedi abból az időből, amikor 2009 és 2012 között az amerikai diplomáciát vezette.
Az amerikai kormány éppen biztonságpolitikai szempontokra hivatkozva 2009-ben vezette be a dolgozók e-mail rendszerét. Bár a törvény lehetőséget biztosít a magáncím használatára ugyanakkor rögzítették, hogy a használónak másolatot kell küldenie a hivatalos e-mail címre is. Ennek az az oka, hogy a szabad információáramlásról szóló törvény kimondja, hogy a dokumentumokat hiánytalanul meg kell őrizni, archiválni kell, hogy kérésre kutatók, történészek, újságírók számára elérhető legyen.

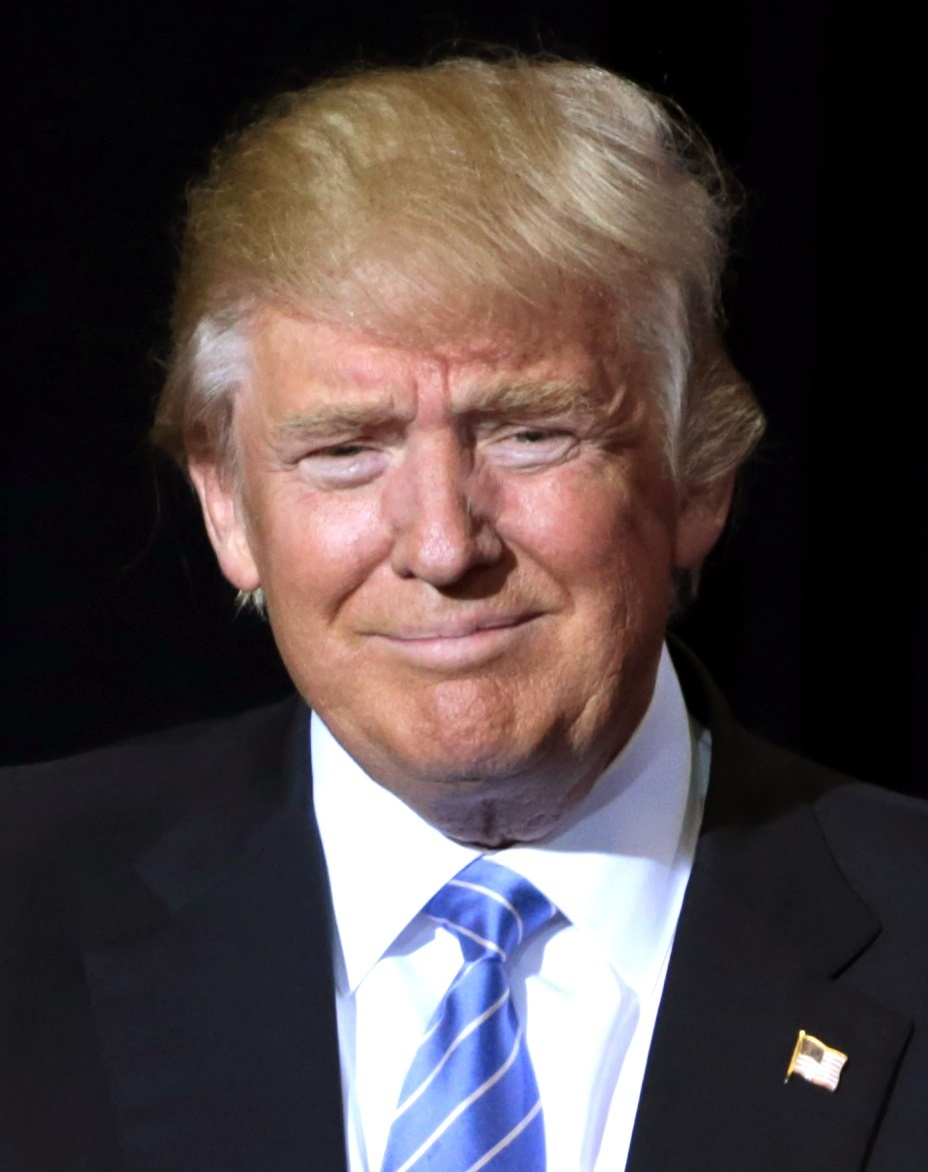
Donald Trump

### Republikánus Párt – Donald Trump

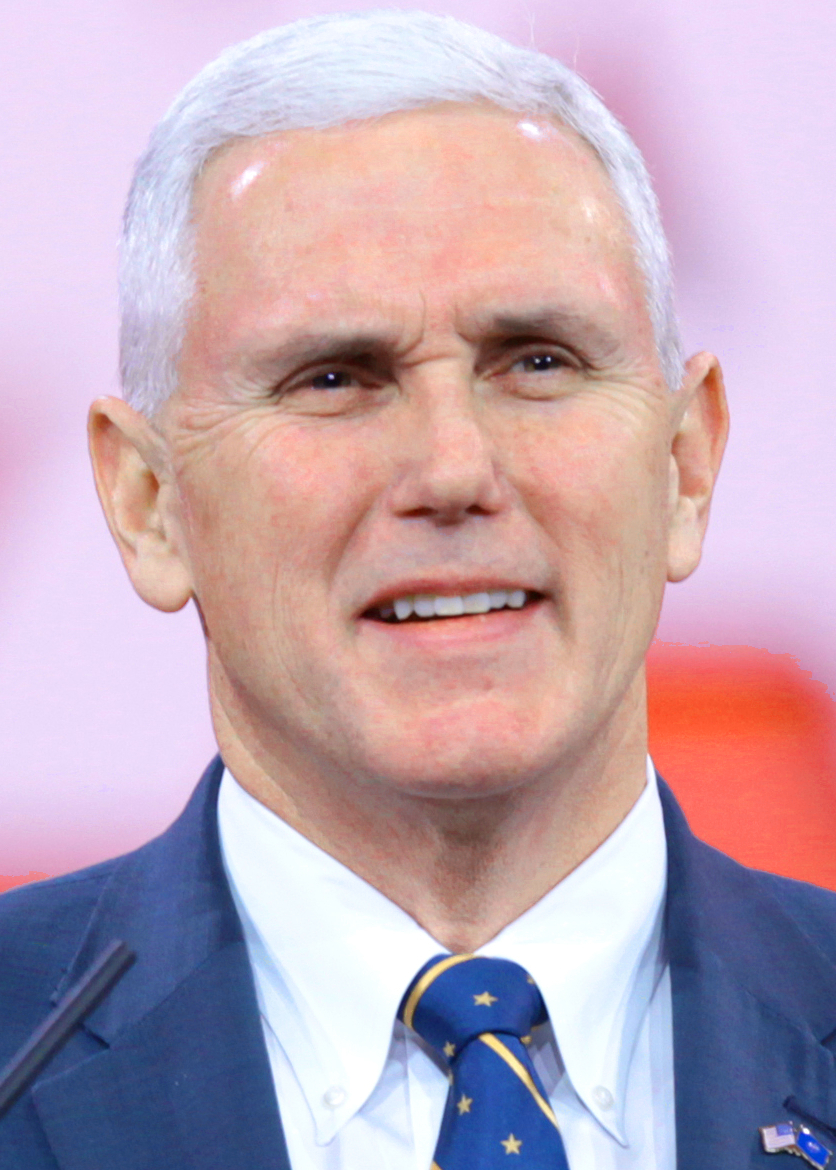
Mike Pence

#### Alelnök
Előzetes híreknek megfelelően Donald Trump a jelenlegi Indianai kormányzót Mike Pence-t kérte fel alelnökjelöltnek. Erről Trump egy twitter-posztban tájékoztatta az embereket 2016. július 15-én.
„Örömmel jelentem be, hogy Mike Pence kormányzót választottam magam mellé alelnökjelöltnek.”
Mike Pence 2001 és 2013 között volt kongresszusi képviselő mielőtt 2013-ban Indiana állam kormányzójává választották volna.

#### Mikrofon-botrány
2016. október 7-én a Washington Post nyilvánosságra hozott egy 11 éves hangfelvételt, amin Donald Trump megalázóan beszél a nőkről. 2005-ben Billy Bush társaságában a bemikrofonozott Trump arról beszélt, hogy mivel ő egy sztár, mindent megtehet. „És ha egy sztár vagy, akkor engedik. Ha engedik, akkor bármit engednek: ragadd meg a pináját, akármit csinálhatsz” A botrányt enyhítendő Trump videó üzenetben kért bocsánatot.

## Közvéleménykutatások eredménye
A választás előtti napon (2016. november 7-én) készült közvéleménykutatások eredményei
| Résztvevők                  | Kutatószervezet                                                                | Hillary Clinton | Donald Trump | Gary Johnson | Jill Stein | Hibahatár |
| --------------------------- | ------------------------------------------------------------------------------ | --------------- | ------------ | ------------ | ---------- | --------- |
| Két résztvevővel számolva   | 270 to Win Archiválva 2016. november 6-i dátummal a Wayback Machine-ben        | 47,2%           | 43,6%        | N/A          | N/A        | 3.6       |
| Két résztvevővel számolva   | BBC                                                                            | 48,0%           | 44,0%        | N/A          | N/A        | 4.0       |
| Két résztvevővel számolva   | Election Projection                                                            | 46,9%           | 44,2%        | N/A          | N/A        | 2.7       |
| Két résztvevővel számolva   | HuffPost Pollster Archiválva 2016. október 2-i dátummal a Wayback Machine-ben  | 47,5%           | 42,3%        | N/A          | N/A        | 5.2       |
| Két résztvevővel számolva   | New York Times                                                                 | 46,0%           | 42,9%        | N/A          | N/A        | 3.1       |
| Két résztvevővel számolva   | Real Clear Politics                                                            | 46,8%           | 43,6%        | N/A          | N/A        | 3.2       |
| Két résztvevővel számolva   | TPM Polltracker                                                                | 48,8%           | 43,9%        | N/A          | N/A        | 4.9       |
| Három résztvevővel számolva | FiveThirtyEight                                                                | 45,5%           | 41,7%        | 4,6%         | N/A        | 3.8       |
| Három résztvevővel számolva | HuffPost Pollster Archiválva 2016. november 8-i dátummal a Wayback Machine-ben | 46,1%           | 41,5%        | 5,3%         | N/A        | 4.6       |
| Három résztvevővel számolva | New York Times                                                                 | 45,4%           | 42,3%        | 5,0%         | N/A        | 3.1       |
| Három résztvevővel számolva | TPM Polltracker                                                                | 46,0%           | 44,1%        | 4,9%         | N/A        | 1.9       |
| Négy résztvevővel számolva  | 270 to Win Archiválva 2016. november 6-i dátummal a Wayback Machine-ben        | 45,6%           | 42,5%        | 4,7%         | 2,1%       | 3.1       |
| Négy résztvevővel számolva  | Election Projection                                                            | 45,1%           | 42,2%        | 4,8%         | 2,2%       | 2.9       |
| Négy résztvevővel számolva  | Real Clear Politics                                                            | 45,3%           | 42,0%        | 4,8%         | 2,0%       | 3.3       |
| Négy résztvevővel számolva  | CNN Poll of Polls                                                              | 46,0%           | 42,0%        | 5,0%         | 2,0%       | 4.0       |
| Négy résztvevővel számolva  | TPM Polltracker                                                                | 46,6%           | 43,8%        | 4,6%         | 2,7%       | 1.8       |

## A választás napja

### A legelső szavazókörök eredményei

A szavazókörök zárása.
19:00 EST [00:00 UTC] (6)
19:30 EST [00:30 UTC] (3)
20:00 EST [01:00 UTC] (15+DC)
20:30 EST [01:30 UTC] (1)
21:00 EST [02:00 UTC] (15)
22:00 EST [03:00 UTC] (4)
23:00 EST [04:00 UTC] (5)
01:00 EST [06:00 UTC] (1)

Az elnökválasztás 2016. november 8-án zajlott le. Hagyományosan az első három helység, ahol megnyitották a szavazást, a New Hampshire államban található Dixville Notch, Millsfield, valamint Hart’s Location volt, ahol pontban nulla órakor szavazhattak a résztvevők.
Dixville Notch szavazati joggal rendelkező lakossága 8 fő, akik közül négyen Hillary Clintonra, ketten Donald Trumpra, egy-egy pedig Gary Johnsonra, a Libertárius Párt elnökjelöltjére és Mitt Romney-ra, aki négy évvel ezelőtt volt a republikánusok elnökjelöltje, szavaztak. Az ő neve nem szerepel ugyan a szavazócédulán, de valaki odaírta a nevét.
Millsfieldben 21 fő adta le a szavazatát, itt Donald Trump nyert 16 szavazattal, Hillary Clintonnak 4 szavazata és a szavazólapon nem szereplő Bernie Sandersnek egy szavazata lett.
Hart's Location 37 szavazója szintén éjfélkor szavazott, s Hillary Clinton nyert 17 szavazattal, Donald Trump 14, Gary Johnson, a Libertárius Párt jelöltje egy szavazatot kapott. Bernie Sanders két szavazatot kapott, valamint szintén kézzel lett beírva a John Kasich–Sanders-páros, aki egy szavazatot kapott.

### Az eredménybe nem számító területek eredményei
Az Amerikai Egyesült Államok külterületein lakók – bár amerikai állampolgárok – szavazatai nem számítanak, mivel ezek a területek nem küldenek tagot az elektori kollégiumba, de ettől függetlenül több területen hagyományosan „szimpátiaszavazást” tartanak.

#### Guam
Az 52 ezer regisztrált szavazóból 32 071 vett részt a szavazáson.
- Hillary Clinton: 71,63%
- Donald Trump: 24,16%
- Emidio Soltysik (helyi jelölt): 4,22%

## Eredmény
A választást Donald Trump (Republikánus Párt) nyerte, aki 306 elektort szerzett az 538 tagú Elektori Kollégiumban. Hillary Clinton 232 elektort szerzett. Clinton annak ellenére veszített, hogy országos szinten két millióval többen szavaztak rá, mint Trumpra. Ez azért volt lehetséges, mert az amerikai elnököt nem a szavazók, hanem az egyes államok által delegált elektorok választják. 
| Jelölt (elnök/alelnök)         | Párt           | Kapott szavazatok | Kapott szavazatok | Megszerzett elektorok | Megszerzett elektorok |
| Jelölt (elnök/alelnök)         | Párt           | Szavazatszám      | %                 | Elektorok száma       | %                     |
| ------------------------------ | -------------- | ----------------- | ----------------- | --------------------- | --------------------- |
| Hillary Clinton / Tim Kaine    |                | 65,844,954        | 48,04%            | 232                   | 43,12%                |
| Donald Trump / Mike Pence      |                | 62,979,879        | 46,00%            | 306                   | 56,87%                |
| Gary Johnson / William Weld    |                | 4,488,919         | 3,28%             | 0                     | 0                     |
| Jill Stein / Ajamu Baraka      |                | 1,457,044         | 1,06%             | 0                     | 0                     |
| Evan McMullin / Mindy Finn     | FÜGG           | 733,106           | 0,50%             | 0                     | 0                     |
| Darrell Castle / Scott Bradley | Alkotmány Párt | 203,026           | 0,15%             | 0                     | 0                     |
| Egyéb                          | Egyéb          | 1,168,228         | 0,93%             | 0                     | 0                     |
| Összesen                       | Összesen       | 137,053,916       | 100.00            | 538                   | 100.00                |

### Eredmény államonként

A szavazatok pártmegoszlásának változása tagállamonként 2012-ről 2016-ra

| Állam                | Zászló | Elektorok száma | Elnyerő párt | Clinton   | Clinton | Kapott elektor | Trump     | Trump  | Kapott elektor | Johnson  | Johnson | Stein    | Stein | McMullin | McMullin | Egyéb    | Egyéb |
| Állam                | Zászló | Elektorok száma | Elnyerő párt | Szavazat  | %       | Kapott elektor | Szavazat  | °%     | Kapott elektor | Szavazat | %       | Szavazat | %     | Szavazat | %        | Szavazat | %     |
| Alabama              |        | 9               |              | 729,547   | 34,36%  | 0              | 1,318,255 | 62,08% | 9              | 44,467   | 2,09%   | 9,391    | 0,44% | –        | –        | –        | –     |
| Alaszka              |        | 3               |              | 93.007    | 37,72%  | 0              | 130.415   | 52,89% | 3              | 14.593   | 5,92%   | 4.445    | 1,80% | –        | –        | –        | –     |
| Arizona              |        | 11              |              | 1.161.167 | 45,46%  | 0              | 1.252.401 | 49,03% | 11             | 106.327  | 4,16%   | 34.345   | 1,34% | –        | –        | –        | –     |
| Arkansas             |        | 6               |              | 378.632   | 33,65%  | 0              | 681.765   | 60,59% | 6              | 29.593   | 2,63%   | 9.406    | 0,84% | 13.180   | 1,17%    | –        | –     |
| Colorado             |        | 9               |              | 1.331.675 | 48,15%  | 9              | 1.196.662 | 43,27% | 0              | 143.807  | 5,18%   | 38.073   | 1,38% | 28.765   | 1,04%    | –        | –     |
| Connecticut          |        | 7               |              | 823.360   | 53,86%  | 7              | 637.919   | 41,73% | 0              | 45.999   | 3,01%   | 21.539   | 1,41% | 1.481    | 0,10%    | –        | –     |
| Delaware             |        | 3               |              | 235.603   | 53,36%  | 3              | 185.127   | 41,92% | 0              | 14.757   | 3,34%   | 6.103    | 1,38% | –        | –        | N.A.     | N.A.  |
| Dél-Dakota           |        | 3               |              | 117.442   | 31,74%  | 0              | 227.701   | 61,53% | 3              | 20.845   | 5,63%   | –        | –     | –        | –        | –        | –     |
| Dél-Karolina         |        | 9               |              | 2.162.822 | 46,13%  | 0              | 2.339.830 | 49,90% | 15             | 127.794  | 2,8%    | 590      | 0,01% | –        | –        | 9.011    | 0,43% |
| District of Columbia |        | 3               |              | 282.830   | 90,48%  | 3              | 12.723    | 4,07%  | 0              | 4.906    | 1,57%   | 4.258    | 1,36% | –        | –        | 7.858    | 2,52% |
| Észak-Dakota         |        | 3               |              | 117.442   | 31,74%  | 0              | 227.701   | 61,53% | 3              | 20.845   | 5,63%   | –        | –     | –        | –        | –        | –     |
| Észak-Karolina       |        | 15              |              | 855.373   | 40,67%  | 0              | 1.155.389 | 54,94% | 9              | 49.204   | 2,34%   | 13.034   | 0,62% | 21.016   | 1,00%    | 8.594    | 2,49% |
| Florida              |        | 29              |              | 4.504.975 | 47,82%  | 0              | 4.617.886 | 49,02% | 29             | 207.043  | 2,20%   | 64.399   | 0,68% | –        | –        | 25.736   | 0,28% |
| Georgia              |        | 16              |              | 1.877.963 | 45,89%  | 0              | 2.089.104 | 51,05% | 16             | 125.306  | 3,06%   | –        | –     | –        | –        | N.A.     | N.A.  |
| Hawaii               |        | 4               |              | 266.891   | 61%     | 4              | 128.847   | 29,4%  | 0              | 15.954   | 3,6%    | 12.737   | 2,9%  | –        | –        | 13.235   | 3,1%  |
| Idaho                |        | 4               |              | 190.971   | 27,46%  | 0              | 412.525   | 59,32% | 4              | 28.256   | 4,10%   | 8.524    | 1,23% | 46.702   | 6,72%    | –        | –     |
| Illinois             |        | 20              |              | 2.982.415 | 55,41%  | 20             | 2.121.573 | 39,41% | 0              | 204.491  | 3,80%   | 74.026   | 1,38% | –        | –        | –        | –     |
| Indiana              |        | 11              |              | 1.024.180 | 37,87%  | 0              | 1.544.609 | 57,12% | 11             | 133.856  | 4,92%   | 1.829    | 0,07% | –        | –        | –        | –     |
| Iowa                 |        | 6               |              | 650.780   | 41,71%  | 0              | 798.923   | 51,21% | 6              | 57.322   | 3,77%   | 11.406   | 0,73% | 12.264   | 0,79%    | –        | –     |
| Kalifornia           |        | 55              |              | 7.520.254 | 61,66%  | 55             | 3.985.062 | 32,67% | 0              | 411.049  | 3,37%   | 226.448  | 1,86% | –        | –        | –        | –     |
| Kansas               |        | 6               |              | 414.572   | 36,13%  | 0              | 656.470   | 57,22% | 6              | 53.648   | 4,70%   | 22.717   | 1,98% | –        | –        | –        | –     |
| Kentucky             |        | 8               |              | 628.834   | 32,69%  | 0              | 1.202.942 | 62,54% | 8              | 53.749   | 2,79%   | 13.913   | 0,72% | 22.780   | 1,18%    | –        | –     |
| Louisiana            |        | 8               |              | 780.154   | 38,45%  | 0              | 1.178.638 | 58,09% | 8              | 37.978   | 1,87%   | 14.031   | 0,69% | 8.547    | 0,42%    | 9.684    | 0,48% |
| Maine                |        | 4               |              | 352.156   | 47,84%  | 3              | 332.418   | 45,16% | 1              | 37.764   | 5,10%   | 13.995   | 1,90% | –        | –        | –        | –     |
| Maryland             |        | 10              |              | 1.502.820 | 59,50%  | 10             | 878.615   | 34,79% | 0              | 71.107   | 2,90%   | 32.019   | 1,27% | –        | –        | –        | –     |
| Massachusetts        |        | 11              |              | 1.967.667 | 60,81%  | 11             | 1.084.400 | 33,52% | 0              | 136.784  | 4,22%   | 46.931   | 1,45% | –        | –        | –        | –     |
| Michigan             |        | 16              |              | 2.264.807 | 47,33%  | 0              | 2.277.914 | 47,60% | 16             | 173.023  | 3,61%   | 51.420   | 1,07% | –        | –        | –        | –     |
| Minnesota            |        | 10              |              | 1.367.705 | 46,45%  | 10             | 1.322.949 | 44,93% | 0              | 112.972  | 3,84%   | 36.986   | 1,26% | 53.075   | 1,80%    | –        | –     |
| Mississippi          |        | 6               |              | 462.127   | 39,74%  | 0              | 678.284   | 58,32% | 6              | 13.789   | 1,19%   | 3.590    | 0,31% | –        | –        | –        | –     |
| Missouri             |        | 10              |              | 1.054.889 | 37,84%  | 0              | 1.585.753 | 56,88% | 10             | 96.404   | 3,46%   | 25.086   | 0,90% | 1.372    | 0,05%    | –        | –     |
| Montana              |        | 3               |              | 174.281   | 35,97%  | 0              | 273.879   | 56,52% | 3              | 27.264   | 5,62%   | 7.662    | 1,58% | –        | –        | –        | –     |
| Nebraska             |        | 5               |              | 273.185   | 33,96%  | 0              | 485.372   | 60,33% | 5              | 38.264   | 4,69%   | 8.337    | 1,04% | –        | –        | –        | –     |
| Nevada               |        | 6               |              | 539.260   | 47,92%  | 6              | 512.058   | 45,5%  | 0              | 37.384   | 3,32%   | –        | –     | –        | –        | 36.683   | 3,26% |
| New Hampshire        |        | 4               |              | 348.497   | 47,62%  | 4              | 345.810   | 47,25% | 0              | 30.530   | 4,2%    | 6.377    | 0,87% | –        | –        | –        | –     |
| New Jersey           |        | 14              |              | 1.967.444 | 54,77%  | 14             | 1.509.688 | 42,03% | 0              | 68.695   | 1,86%   | 35.305   | 0,98% | –        | –        | –        | –     |
| New York             |        | 29              |              | 4.145.376 | 57,89%  | 29             | 2.638.135 | 36,84% | 0              | 161.236  | 2,26%   | 100.033  | 1,40% | –        | –        | –        | –     |
| Nyugat-Virginia      |        | 5               |              | 187.519   | 26,47%  | 0              | 486.304   | 68,65% | 5              | 22.798   | 3,22%   | 8.016    | 1,13% | –        | –        | –        | –     |
| Ohio                 |        | 18              |              | 2.320.596 | 43,51%  | 0              | 2.776.683 | 52,06% | 18             | 168.599  | 3,16%   | 44.278   | 0,83% | –        | –        | –        | –     |
| Oklahoma             |        | 7               |              | 420.375   | 28,93%  | 0              | 949.136   | 65,32% | 7              | 83.481   | 5,75%   | –        | –     | –        | –        | –        | –     |
| Oregon               |        | 7               |              | 991.580   | 50,10%  | 7              | 774.080   | 39,11% | 0              | 92.859   | 4,69%   | 49.247   | 2,49% | –        | –        | –        | –     |
| Pennsylvania         |        | 20              |              | 2.843.707 | 47,74%  | 0              | 2.901.295 | 48,70% | 20             | 142.407  | 2,39%   | 48.880   | 0,82% | –        | –        | –        | –     |
| Rhode Island         |        | 4               |              | 227.062   | 53,83%  | 4              | 166.454   | 39,46% | 0              | 14.643   | 3,21%   | 5.763    | 1,37% | –        | –        | –        | –     |
| Tennessee            |        | 11              |              | 868.853   | 34,90%  | 0              | 1.519.926 | 61,06% | 11             | 70.084   | 2,82%   | 15.952   | 0,64% | –        | –        | –        | –     |
| Texas                |        | 38              |              | 3.867.816 | 43,32%  | 0              | 4.681.590 | 52,43% | 38             | 282.524  | 3,16%   | 71.307   | 0,80% | 20.227   | 0,23%    | –        | –     |
| Utah                 |        | 6               |              | 222.858   | 27,81%  | 0              | 375.006   | 46,80% | 6              | 29.921   | 3,3%    | 5.484    | 0,68% | 163.573  | 20,41%   | –        | –     |
| Új-Mexikó            |        | 5               |              | 380.923   | 48,26%  | 5              | 316.134   | 40,05% | 0              | 73.699   | 9,34%   | 9.740    | 1,23% | 5.722    | 0,72%    | –        | –     |
| Vermont              |        | 6               |              | 178.082   | 61,12%  | 3              | 95.114    | 32,64% | 0              | 10.043   | 3,44%   | 6.727    | 2,31% | –        | –        | –        | –     |
| Virginia             |        | 13              |              | 1.981.473 | 49,75%  | 13             | 1.769.443 | 44.43  | 0              | 118.274  | 2,97%   | 27.638   | 0,69% | 54.054   | 1,36%    | 31.870   | 0,80% |
| Washington           |        | 12              |              | 1.727.840 | 54,34%  | 12             | 1.210.370 | 38,06% | 0              | 159.002  | 5,00%   | 57.571   | 1,81% | –        | –        | –        | –     |
| Wisconsin            |        | 10              |              | 1.383.926 | 46,94%  | 0              | 1.411.432 | 47,87% | 10             | 106.442  | 3,61%   | 30.942   | 1,05% | –        | –        | –        | –     |
| Wyoming              |        | 3               |              | 55.973    | 21,9%   | 0              | 174.419   | 68,2%  | 3              | 13.287   | 5,2%    | 2.515    | 1%    | –        | –        | 9.655    | 3,7%  |

### Szoros eredmények
Piros színnel a republikánus Donald Trump által elnyert államok vannak szedve; kék színnel a Demokrata párti Hillary Clinton által elnyert államok.
A különbség kevesebb, mint  1% volt (30 elektori szavazat sorsa dőlt el így: 26-ot nyert el Trump, 4-et nyert el Clinton):
1. Michigan: 0,27%
2. New Hampshire: 0,37%
3. Wisconsin: 0,93%

A különbség 1% és 5% között volt (a 116 elektori szavazatból 75-öt nyert el Trump, 41-et nyert el Clinton):
1. Pennsylvania: 1,24%
2. Florida: 1,27%
3. Minnesota: 1,46%
4. Colorado: 2,62%
5. Maine: 2,68%
6. Nevada: 2,73%
7. Észak-Karolina: 3,77%
8. Arizona: 4,40%
9. Virginia: 4,81%

A különbség aránya több volt, mint 5% és kevesebb, mint 10% (a 83 elektori szavazatból 78-at nyert el Trump, 5-öt nyert el Clinton):
1. Georgia: 5,46%
2. Új-Mexikó: 8,21%
3. Ohio: 8,55%
4. Texas: 9,11%
5. Iowa: 9,50%

### Eredmények térképen

Eredmények az államok szerint. A szín erőssége a győzelmi arányt jelzi.
Elektori szavazatok kartogramja
Eredmények megyékre lebontva. A piros szín Donald Trumpot. a kék Hillary Clintont jelzi.
Az eredmény az országos eredménybe való beszámítás aránya. A számításban minden állam azonos elektori szavazattal rendelkezett
Eredmények kongresszusi körzetekre lebontva
Eredmények megyékre lebontva. A szín erőssége a győzelmi arányt jelzi
Eredmények aránya megyékre lebontva. A piros szín Donald Trumpot, a kék Hillary Clintont jelzi
Trump szavazati aránya megyékre lebontva
Clinton szavazati aránya megyékre lebontva
Szavazati többség változása 2012–2016 között
Szavazatok aránya változása – megyei szintre lebontva – 2012–2016 között

## Szavazók demográfiája
A szavazók demográfiai megoszlását a 2016-os választások során Edison Research, National Election Pool, valamint az alábbi újságok mérték fel: ABC News, The Associated Press, CBS News, CNN, Fox News and NBC News. Összesen 24,537 szavazót kérdeztek meg 350 helyszínen a szavazás napján, valamint 4,398 telefonos interjút készítettek.
| Összes szavazó aránya                         | 47.7 | 47.5 | 4.8 | 100 |
| Politikai meggyőződés                         |      |      |     |     |
| liberális                                     | 84   | 10   | 6   | 26  |
| közép                                         | 52   | 41   | 7   | 39  |
| konzervatív                                   | 15   | 81   | 4   | 35  |
| Pártkötődés                                   |      |      |     |     |
| Demokrata                                     | 89   | 9    | 2   | 37  |
| Republikánus                                  | 7    | 90   | 3   | 33  |
| Független                                     | 42   | 48   | 10  | 31  |
| Pártkötődés nemi aránya                       |      |      |     |     |
| Demokrata férfi                               | 87   | 10   | 3   | 14  |
| Demokrata nő                                  | 90   | 8    | 2   | 23  |
| Republikánus férfi                            | 6    | 90   | 2   | 17  |
| Republikánus nő                               | 8    | 89   | 2   | 16  |
| Független férfi                               | 37   | 51   | 10  | 17  |
| Független nő                                  | 47   | 43   | 7   | 14  |
| Szavazók neme                                 |      |      |     |     |
| Férfi                                         | 41   | 53   | 6   | 48  |
| Nő                                            | 54   | 42   | 4   | 52  |
| Nem és családi állapot                        |      |      |     |     |
| Házas férfi                                   | 37   | 58   | 5   | 29  |
| Házas nő                                      | 49   | 47   | 4   | 30  |
| Nem-házas férfi                               | 46   | 45   | 9   | 19  |
| Nem házas nő                                  | 62   | 33   | 5   | 23  |
| Faji és etnikai megoszlás                     |      |      |     |     |
| fehér                                         | 37   | 58   | 5   | 70  |
| afroamerikai                                  | 88   | 8    | 4   | 12  |
| ázsiai                                        | 65   | 29   | 6   | 4   |
| egyéb                                         | 56   | 37   | 7   | 3   |
| spanyol-származású (fajtól függetlenül)       | 65   | 29   | 6   | 11  |
| Faji és etnikai megoszlás és nem              |      |      |     |     |
| Fehér férfi                                   | 31   | 63   | 5   | 34  |
| Fehér nő                                      | 43   | 53   | 3   | 37  |
| Afroamerikai férfi                            | 80   | 13   | 6   | 5   |
| Afroamerikai nő                               | 94   | 4    | 2   | 7   |
| Spanyol-származású férfi (fajtól függetlenül) | 62   | 33   | 4   | 5   |
| Spanyol-származású nő (fajtól függetlenül)    | 68   | 26   | 5   | 6   |
| Egyéb                                         | 61   | 32   | 5   | 6   |
| Vallás                                        |      |      |     |     |
| Protestáns                                    | 37   | 60   | 3   | 27  |
| Katolikus                                     | 45   | 52   | 3   | 23  |
| Mormon                                        | 25   | 61   | 14  | 1   |
| Egyéb keresztény                              | 43   | 55   | 2   | 24  |
| Zsidó                                         | 71   | 24   | 5   | 3   |
| Egyéb vallásos                                | 58   | 33   | 9   | 7   |
| Nem vallásos                                  | 68   | 26   | 6   | 15  |
| Milyen gyakran vesz részt egyházi eseményen   |      |      |     |     |
| Hetente vagy gyakrabban                       | 40   | 56   | 4   | 33  |
| Havonta                                       | 46   | 49   | 5   | 16  |
| Néha                                          | 48   | 47   | 5   | 29  |
| Soha                                          | 62   | 31   | 7   | 22  |
| Életkor                                       |      |      |     |     |
| 18–24                                         | 56   | 35   | 9   | 10  |
| 25–29                                         | 53   | 39   | 8   | 9   |
| 30–39                                         | 51   | 40   | 9   | 17  |
| 40–49                                         | 46   | 50   | 4   | 19  |
| 50–64                                         | 44   | 53   | 3   | 30  |
| 65 és idősebb                                 | 45   | 53   | 2   | 15  |
| Szexuális orientáció                          |      |      |     |     |
| LGBT                                          | 78   | 14   | 8   | 5   |
| Heteroszexuális                               | 47   | 48   | 5   | 95  |
| Első szavazók szavazata                       |      |      |     |     |
| Első szavazó                                  | 56   | 40   | 4   | 10  |
| Összes többi szavazó                          | 47   | 47   | 6   | 90  |
| Oktatás                                       |      |      |     |     |
| Középiskola vagy kevesebb                     | 45   | 51   | 4   | 18  |
| Főiskola oktatás                              | 43   | 52   | 5   | 32  |
| Diplomás                                      | 49   | 45   | 6   | 32  |
| Posztgraduális képzés                         | 58   | 37   | 5   | 18  |
| Oktatás faji megoszlása                       |      |      |     |     |
| Fehér diplomás                                | 45   | 49   | 4   | 37  |
| Fehér nem diplomás                            | 28   | 67   | 4   | 34  |
| Nem fehér diplomás                            | 71   | 23   | 5   | 13  |
| Nem fehér diploma nélkül                      | 75   | 20   | 3   | 16  |
| Család éves bevétele                          |      |      |     |     |
| $30,000 alatt                                 | 53   | 41   | 6   | 17  |
| $30,000–49,999                                | 51   | 42   | 7   | 19  |
| $50,000–99,999                                | 46   | 50   | 4   | 31  |
| $100,000–199,999                              | 47   | 48   | 5   | 24  |
| $200,000–249,999                              | 48   | 49   | 3   | 4   |
| $250,000 felett                               | 46   | 48   | 6   | 6   |
| Melyik témát tekintik a legfontosabbnak       |      |      |     |     |
| külpolitika                                   | 60   | 34   | 6   | 13  |
| bevándorlás                                   | 32   | 64   | 4   | 13  |
| gazdaság                                      | 52   | 42   | 6   | 52  |
| terrorizmus                                   | 39   | 57   | 4   | 18  |
| Lakóhely mérete                               |      |      |     |     |
| Város (50.000 lakosnál nagyobb)               | 59   | 35   | 6   | 34  |
| Agglomeráció                                  | 45   | 50   | 5   | 49  |
| Vidéki terület                                | 34   | 62   | 4   | 17  |

## Az elektori szavazatok eredménye
Az alkotmány előírásának megfelelően az egyes államok elektorai 2016. december 19-én összegyűltek államuk székhelyén, hogy leadják szavazatukat az elnökre és az alelnökre. A papírforma szerint a szavazatoknak a november 8-i választási eredményeket kellett volna tükrözniük, tehát Trumpnak 306, Clintonnak pedig 232 szavazatot kellett volna kapnia. A november 8. és december 19. közti hetekben azonban a republikánus elektorokra szokatlanul nagy nyomás nehezedett, hogy ne Trumpra szavazzanak. Lawrence Lessig, a Harvard Egyetem neves jogászprofesszora, a Saturday Night Live nevű népszerű humoros tévéműsor, és tüntetők ezrei biztatták az elektorokat, hogy ne szavazzanak Donald Trumpra. Az érvek között voltak egyszerű politikai indokok (az országot meg kell menteni Trumptól), az a gondolat, hogy Trump orosz segítséggel nyerte meg a választást, és az is, hogy egy demokráciában nem lehet figyelmen kívül hagyni, hogy Clintonra közel hárommillióval többen szavaztak, mint Trumpra. Szerepet játszott az is, hogy Trump a Republikánus Párton belül is sokakat magára haragított. Végül voltak ugyan olyan elektorok, akik nem úgy szavaztak, ahogyan a november 8-i eredmények alapján kellett volna (Texasban például, ahol mind a 38 elektornak Trumpra kellett volna szavaznia, Ron Paul képviselő, illetve John Kasich ohiói kormányzó is kapott egy-egy szavazatot, Washington államban pedig, ahol mind a 12 elektornak Clintont kellett volna támogatnia, hárman is Colin Powell tábornokra, a volt külügyminiszterre szavaztak), de Trump így is több szavazatot kapott az elnökséghez szükséges 270-es minimumnál. Az elektori szavazások összesített eredményét 2017. január 6-án, a kongresszus két házának együttes ülésén hirdették ki.
| Elnökjelölt         | Párt             | Kapott elektori szavazat | Alelnökjelölt    | Párt | Kapott elektori szavazat |
| ------------------- | ---------------- | ------------------------ | ---------------- | ---- | ------------------------ |
| Donald Trump        |                  | 304                      | Mike Pence       |      | 304                      |
| Hillary Clinton     |                  | 227                      | Tim Kaine        |      | 227                      |
| Colin Powell        |                  | 3                        | Susan Collins    |      | 1                        |
| Colin Powell        | Maria Cantwell   | 3                        |                  | 1    |                          |
| Colin Powell        | Elizabeth Warren | 3                        |                  | 1    |                          |
| Bernie Sanders      | FÜGG             | 1                        | Elizabeth Warren |      | 1                        |
| John Kasich         |                  | 1                        | Carly Fiorina    |      | 1                        |
| Ron Paul            | LIB              | 1                        | Mike Pence       |      | 1                        |
| Faith Spotted Eagle | FÜGG             | 1                        | Winona LaDuke    | FÜGG | 1                        |